# Federico Pizzarotti
Federico Pizzarotti (ur. 7 października 1973 w Parmie) – włoski polityk, od 2012 do 2022 burmistrz Parmy.

## Życiorys
Z wykształcenia technik elektryk, ukończył szkołę średnią w Parmie. Pracował jako kierownik projektów i analityk w bankach oraz instytucjach finansowych, m.in. w przedsiębiorstwie Credito Emiliano w Reggio nell'Emilia. W 2009 zaangażował się w działalność polityczną, przystępując do ugrupowania Ruch Pięciu Gwiazd założonego przez Beppe Grillo. W 2010 kandydował bez powodzenia do rady regionu Emilia-Romania. W 2012 wystartował w wyborach na urząd burmistrza Parmy. W pierwszej turze uzyskał około 19% głosów, w drugiej turze z wynikiem 60% pokonał kandydata centrolewicy, stając się pierwszym burmistrzem miasta będącego stolicą prowincji reprezentującym Ruch Pięciu Gwiazd. W 2016 opuścił to ugrupowanie, a w 2017 jako kandydat niezależny z powodzeniem ubiegał się o reelekcję na funkcję burmistrza. Zakończył urzędowanie w 2022. W 2023 objął techniczną funkcję przewodniczącego liberalnej formacji +Europa. Opuścił tę formację jednak w 2024.